# Malta la Jocurile Olimpice
Malta a participat pentru prima dată la Jocurile Olimpice la ediția din 1928 de la Amsterdam și de atunci a trimis o delegația la 15 ediții de vară și o ediție de iarnă, unde a fost reprezentată de un singur sportiv, schioara alpină Élise Pellegrin. Malta nu a câștigat nici o medalie până în prezent. 

## Medalii după Olimpiadă

### Medalii la Jocurile de vară
| Ediție                | Sportivi        | Aur             | Argint          | Bronz           | Total           | Loc             |
| Amsterdam 1928        | 9               | 0               | 0               | 0               | 0               | –               |
| Los Angeles 1932      | nu a participat | nu a participat | nu a participat | nu a participat | nu a participat | nu a participat |
| Berlin 1936           | 11              | 0               | 0               | 0               | 0               | –               |
| Londra 1948           | 7               | 0               | 0               | 0               | 0               | –               |
| Helsinki 1952         | nu a participat |                 |                 |                 |                 |                 |
| Melbourne 1956        | nu a participat |                 |                 |                 |                 |                 |
| Roma 1960             | 1               | 0               | 0               | 0               | 0               | –               |
| Tokyo 1964            | nu a participat | nu a participat | nu a participat | nu a participat | nu a participat | nu a participat |
| Ciudad de México 1968 | 1               | 0               | 0               | 0               | 0               | –               |
| München 1972          | 5               | 0               | 0               | 0               | 0               | –               |
| Montreal 1976         | nu a participat | nu a participat | nu a participat | nu a participat | nu a participat | nu a participat |
| Moscova 1980          | 8               | 0               | 0               | 0               | 0               | –               |
| Los Angeles 1984      | 7               | 0               | 0               | 0               | 0               | –               |
| Seul 1988             | 6               | 0               | 0               | 0               | 0               | –               |
| Barcelona 1992        | 6               | 0               | 0               | 0               | 0               | –               |
| Atlanta 1996          | 7               | 0               | 0               | 0               | 0               | –               |
| Sydney 2000           | 7               | 0               | 0               | 0               | 0               | –               |
| Atena 2004            | 7               | 0               | 0               | 0               | 0               | –               |
| Beijing 2008          | 6               | 0               | 0               | 0               | 0               | –               |
| Londra 2012           | 5               | 0               | 0               | 0               | 0               | –               |
| Rio de Janeiro 2016   |                 |                 |                 |                 |                 |                 |
| Tokyo 2020            |                 |                 |                 |                 |                 |                 |
| Total                 | Total           | 0               | 0               | 0               | 0               |                 |

### Medalii la Jocurile Olimpice de iarnă
| Ediție           | Sportivi | Aur | Argint | Bronz | Total | Loc |
| Soci 2014        | 1        | 0   | 0      | 0     | 0     | –   |
| Pyeongchang 2018 |          |     |        |       |       |     |
| Total            | Total    | 0   | 0      | 0     | 0     |     |